# 彼女を守る51の方法
『彼女を守る51の方法』（かのじょをまもるごじゅういちのほうほう）は、古屋兎丸による日本の漫画作品。『週刊コミックバンチ』（新潮社）にて2006年24号から2007年36号まで連載された。各巻末の解説は防災・危機管理ジャーナリストの渡辺実が行っている。単行本は全5巻。話数は「DATE」で表わされる。
原案は「彼女を守るプロジェクト」と渡辺の共著により、2005年にマイクロマガジン社から出版された『彼女を守る51の方法 都会で地震が起こった日』（ISBN 9784896371901）。

## 概要
外出先の都市部で直下型地震に遭遇した帰宅困難者が遭遇するトラブルと解決法を描いた漫画作品。東京を舞台に、現実に起こりうるトラブルを具体的に描いている。

作者は、舞台となる場所を実際に歩き、その場その場で執筆するというフィールドワーク的手法を取った（5巻あとがきより）。各巻末でも震災に関する知識が解説され、作中の描写と併せて読める形となっており、初歩的な防災マニュアルとしての側面も持つ。

## ストーリー
2月23日午後7時35分、東京湾北部を震源とするマグニチュード8.1の直下型地震が発生。

お台場で被災した大学生・三島ジンと、元同級生・岡野なな子は、早稲田にある自宅を目指して、崩壊した都市を徒歩で進む。

## 登場人物
三島ジン
主人公。慶凰大学3年生の21歳。放送局「アルプステレビ」の会社説明会でやってきたお台場で被災。偶然再会した中学生時代の同級生なな子と共に、自宅のある早稲田へ向かう。積極的に救助活動に手を貸し、助けられなかった人々を思って自責の念を募らせていく。
岡野なな子
ヒロイン。喫茶店アルバイトの21歳。ジンの中学時代の同級生。ビジュアル系バンド「サリン・ヘルヴァイン」の解散ライブのためにやってきたお台場で被災。ゴスロリファッションで身を固める。もともとは看護士を夢見ていたが、中学在学時にいじめに遭い、現実と向き合えなくなっていた。
カズオ
サリン・ヘルヴァインのギタリスト。芸名は「カオス」。気のいい青年で、絶望する人々を幾度となく歌でなだめた。婚約者の亡骸と共にお台場を脱出しようとする。
澤田リカ
ギャル系美少女。19歳。横浜に帰る途中に品川で電車が脱線。一人でいたところ、ジンたちに出会い、合流する。物怖じしない性格で、食料調達や情報収集にも積極的に動く。
フリーダム
六本木で出会った黒人男性。見た目は厳ついが人格者。1989年のサンフランシスコ地震を経験している。
飯森福郎
災害拠点病院前で出会った、災害時の知識豊富な男性。実は、非常時の混乱に乗じて勢力を伸ばしてきたカルト団体「21世紀箱船学会」の信者。
まりん
渋谷で出会った迷子の幼女。なな子のケープについた羽を見て近づいてきた。
森田
渋谷センター街に巣くうチーム「KARAS」のリーダー。渋谷暴動の先導者の一人。
野山甚平田
自警団「渋谷青年団」の団長。団長歴62年。
アリサ
渋谷のファッションビル「009」に避難するギャル。暴動の際には、女性たちを統率し、男たちから身を守るすべを幾重にも伝授する。
鹿野久美子
「009」に避難する妊婦。「21世紀箱船学会」についての知識を持つ。出産予定日は翌月だったが、暴動の中、陣痛に見舞われる。
芝課長
渋谷駅構内で避難生活を送る他県のサラリーマン。ストレスとデマにさらされ続けて健全な判断力を失い、暴動に率先して参加する。
稲本康夫
暴動になんとなく参加したサラリーマン。久美子の出産を助ける。

## 舞台
江東区  （2月23日－24日）
お台場（2月23日）
ジンとなな子が再会し、被災する。
液状化現象や建物倒壊、閉じ込めといったトラブルが取り上げられている。
レインボーブリッジ（2月24日）
お台場を出るために、多数の被災者と共に徒歩で渡る中、余震にあう。
橋上での特殊な揺れと、それによるパニック・群集心理等が描かれる。
港区  （2月24日－26日） 
品川および東京タワー周辺（2月24日）
橋を渡りきったところで、二人は澤田リカと出会う。
避難時の服装や、火災旋風が問題となる。また、数ある大使館の警備上、大勢の警官が道路封鎖に動員される様子が描かれる。
六本木（2月24日－26日）
リカにとっては遊び慣れた町だった。
PTSD、外国人差別、極限状況下での飲酒の問題、レイプなどが取り上げられる。
渋谷区  （2月26日－3月3日） 
災害拠点病院  N医療センター（2月26日）
傷を負ったリカのために訪れ、病人の“色分け”が行われているのを目にする。
災害時の病院の状況とトリアージについて。
渋谷駅前（2月28日）
迷子のまりんを保護する。
カルト団体の格好の布教場所で、運行復旧を待って駅構内で避難生活を送る遠方からの帰宅困難者たちは、彼らのデマに日々晒されることとなる。
センター街（2月28日）
まりんの親を探して足を踏み入れ、チーマーに襲われる。なな子・リカとジンは離ればなれに。
災害用伝言板や、カルト団体の手口が取り上げられていく。
009（マルキュー）（2月28日－3月3日）
なな子とリカが身を寄せる、女性たちの籠城場所。モデルは109。
暴動が勃発したとき、暴徒たちの襲撃を受ける。
新宿区  （3月3日）
靖国通り（3月3日）
リカと別れた二人は、「新宿にある多くの組織」を中心に行われる復興イベントや物資の安価な販売を目にする。
暴力団による災害支援活動の例。
早稲田
直接には出てこないが、二人の自宅がある町。

## 用語
サリン・ヘルヴァイン
ビジュアル系バンド、通称サリヘル。物語の始まりの日にお台場で解散ライブ「聖デストピア」を行った。
彼らの音楽は中学生時代にいじめられていたなな子の精神的な救いであった。
KARAS
センター街に巣くうチーム。地震の混乱に乗じて略奪・陵辱を繰り返す。「21世紀箱船学会」の喧伝する終末思想に乗って暴動のきっかけを作った。
渋谷青年団
自警団組織。古くから渋谷に住む老人たちで組織されており、KARASと何度も衝突している。
暴動時にはジンを団員に加え、009の女性を守るべく奮戦した。
21世紀箱船学会
終末思想を喧伝する宗教団体。弱っているジンを取り込み、一時信者化させた。
非常事態に乗じて予言をでっちあげ、信者を増やして「箱船建造費」を集める。その手法上、災害時の備えは厚く、会員も対応を仕込まれている。
食料と共に配る機関誌や街頭演説によって彼らが広めたデマは、人々の不安をあおり、自暴自棄にさせて暴動勃発の一因となった。

## 書籍情報

### 単行本
すべて発行は新潮社、著者は古屋兎丸。
1. 2006年9月15日発行、ISBN 9784107712899
2. 2006年12月15日発行、ISBN 9784107713056
3. 2007年3月15日発行、ISBN 9784107713216
4. 2007年6月15日発行、ISBN 9784107713384
5. 2007年9月15日発行、ISBN 9784107713544